# آن غولنغ
آن غولنغ (بالإنجليزية: Anne Goulding)‏ هي أكاديمية نيوزيلندية، ولدت في 1966.